# Relationer mellan Japan och Sverige

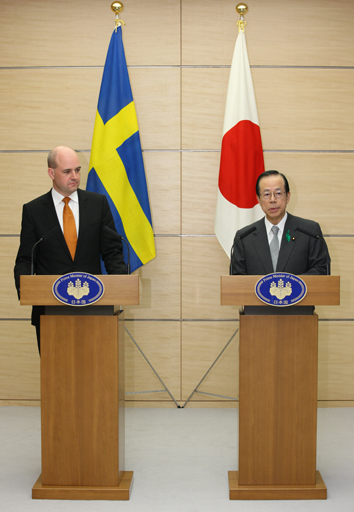
Japans premiärminister Yasuo Fukuda och Sveriges statsminister Fredrik Reinfeldt.

Relationer mellan Japan och Sverige är de bilaterala förbindelserna mellan Japan och Sverige. Förbindelserna kan dateras tillbaka till 1700-talet då Carl Peter Thunberg, en av Carl von Linné lärjungar kom som en av de första svenskarna till Japan för att samla och studera växter till boken Flora Japonica om den japanska botaniken.
Formella förbindelser mellan Japan och Sverige upptogs med svensk-japanska fördraget 1868, vilket också var det första fördraget som Meiji-Japan undertecknade med en främmande makt.:2 Under 1900-talets första decennium öppnade de två staterna legationer i Tokyo och Stockholm, vilka upphöjdes till ambassader 1957.
Japan är, efter Kina, Sveriges andra största handelspartner i Asien, och samarbete inom vissa politiska frågor som  välfärd, och fredsbevarande har förekommit. Relationerna har också upprätthållits genom statsbesök, andra kungliga besök, samt kulturellt och akademiskt utbyte på båda hållen.

## Akademiska utbyten
The European Institute of Japanese Studies (EIJS) etablerat i Stockholm 1992, The Japan Society for the Promotion of Science (JSPS) etablerat i Stockholm 2001, Sweden-Japan Foundation etablerat 1971 är några föreningar vars syfte är att främja forskning om ekonomi och samhälle, internationellt forskningssamarbete och annat utbyte mellan Sverige och Japan. Högskolan i Dalarna, Stockholm, Göteborg och Lunds universitet utbildar i japanska.
Tokyo Metropolitan University är ett universitet man som utlänning kan studera vid.
Japanska staten ger ut stipendier för svenskar som ägnar sig åt forskningsstudier i Japan. Möjligheter i låntidsstipendier finns för 1 ½ till 2 år. Det finns upp till tre stipendier som kallas Monbukagakusho Scholarships. Ansökningsprocessen behandlas av japanska ambassaden men slutliga beslutet tas av Monbukagakusho i Japan.

### Fotnoter
1. 1 2 3  ”Japan-Sweden Relations (Overview)”. Japans utrikesministerium. 6 juli 2016. http://www.mofa.go.jp/region/europe/sweden/data.html. Läst 18 augusti 2016.
2. ↑  Ingemar Ottosson. ”Trade under protest: Sweden, Japan and the East Asian crisis in the 1930s” ( PDF). Lunds universitet. http://www.cirje.e.u-tokyo.ac.jp/research/workshops/history/history_paper2012/history0521.pdf. Läst 29 januari 2015.
3. ↑  ”Om Kina”. Sveriges ambasad i Peking. Arkiverad från originalet den 1 februari 2015. https://web.archive.org/web/20150201011120/http://www.swedenabroad.com/sv-SE/Ambassader/Peking/Landfakta/Om-Kina/. Läst 31 januari 2015.
4. ↑  ”Kinesiska”. Kungliga Tekniska högskolan. Arkiverad från originalet den 1 februari 2015. https://web.archive.org/web/20150201021427/https://www.kth.se/2.25650/for-studenter/kinesiska#. Läst 31 januari 2015.
5. ↑  ”Japan”. Sveriges regeringskansli. 23 januari 2015. Arkiverad från originalet den 31 januari 2015. https://web.archive.org/web/20150131002020/http://www.government.se/sb/d/6509. Läst 30 januari 2015. (svenska)
6. ↑  ”Business Sweden i Japan”. Business Sweden. Arkiverad från originalet den 31 januari 2015. https://web.archive.org/web/20150131072310/http://www.business-sweden.se/japan/. Läst 31 januari 2015.
7. ↑  ”Japansk orden till Gunnar Öquist”. Kungliga vetenskapsakademin. 6 november 2014. Arkiverad från originalet den 14 juni 2015. https://web.archive.org/web/20150614072421/http://www.kva.se/en/News/News/japansk-orden-till-gunnar-oquist/.
8. 1 2  Japan-Sverige-relationer Arkiverad 15 januari 2015 hämtat från the Wayback Machine. Japanska ambassaden i Sverige
9. ↑  ”Japanska”. Högskolan Dalarna. Arkiverad från originalet den 27 november 2014. https://web.archive.org/web/20141127202841/http://www.du.se/japanska. Läst 31 januari 2015.
10. ↑  ”Information utbytesuniversitet”. Karolinska institutet. Arkiverad från originalet den 1 februari 2015. https://archive.is/20150201004121/http://pingpong.ki.se/public/courseId/6242/lang-sv/publicPage.do?item=10189202. Läst 31 januari 2015.
11. ↑  ”Stipendier för utresande till Japan”. Svenska institutet. Arkiverad från originalet den 6 april 2015. https://web.archive.org/web/20150406094831/https://si.se/verksamhetsomraden/stipendier-och-bidrag/stipendier-japan/. Läst 3 april 2015.